# Balaitus
Balaitus (fr. Pic du Balaïtous, arag. Pico Os Moros) – granitowy masyw w Pirenejach, w północnej Hiszpanii tuż przy granicy z Francją.
Balaitus jest początkiem "Wysokich Pirenejów", patrząc od strony Atlantyku. Zwany jest czasami Pico de los Moros (Szczyt Maurów).
Pierwszego wejścia dokonali dwaj francuscy geodeci Peytier i Hossard.